# 內湖清代採石場
內湖清代採石場遺址位於台北市內湖區環山路136巷底，於清代及日治時期被稱為北勢湖採石場， 乃臺北城築城之官方採石場。  創建年代為清光緒八年（1882年），為供應台北城建設城牆之需求而開發，出產石英砂岩石材。日治時期及戰後還有零星開採，以供應當地民生建設為主。現已停止開發， 1998年5月4日，  臺北市政府公告指定「內湖清代採石場」為市定古蹟， 因其乃臺灣唯一因採石興建臺北城壁而被指定為古蹟之案例， 具相異於一般古蹟的獨特性。 

## 歷史
臺北盆地鄰近蘊藏優良石材，包括八里的觀音山(安山岩)，內湖的大金面山與小金面山(石英砂岩)。 清末光緒年間興築臺北府時， 開採內湖及大直山區所產的石材作為城牆建材，亦為民間建材來源之一， 今日金山南路電信局旁舊監獄圍牆， 尚可發現臺北城牆的舊石料。近年為自然生態保護， 石場已廢棄， 現場尚存當年開鑿遺跡，與石料從山上運出專闢滑下斜坡道。
內湖清代採石場開採的方法， 可能是將山石鑿孔再進行裂解， 包含粗解(鑿洞與劈開)， 細解，再以槽狀重力滑落運送下山， 抵達基隆河岸碼頭後， 以船運至台北城鄰近碼頭上岸利用。 今日內湖清代採石場古蹟範圍， 只為昔日北勢湖採石場之一部分， 日治時期北勢湖出產之石條用途，主要為下水道側石、障壁及石垣。 而后臺北城壁拆除的石材轉作他用，城為公共建築物的石基、下水道石垣、鐵道橋梁的石材、碼頭石材使用及家戶民宅牆壁。
1945年二戰後，只剩零星採石商， 后由於不在具經濟價值而荒廢而被山林所掩蓋， 漸漸被世人所遺忘。 1996年元旦在大金面山南側山腰， 因為烤肉不慎引起的火燒山， 而使內湖清代採石場重見天日。

## 地質

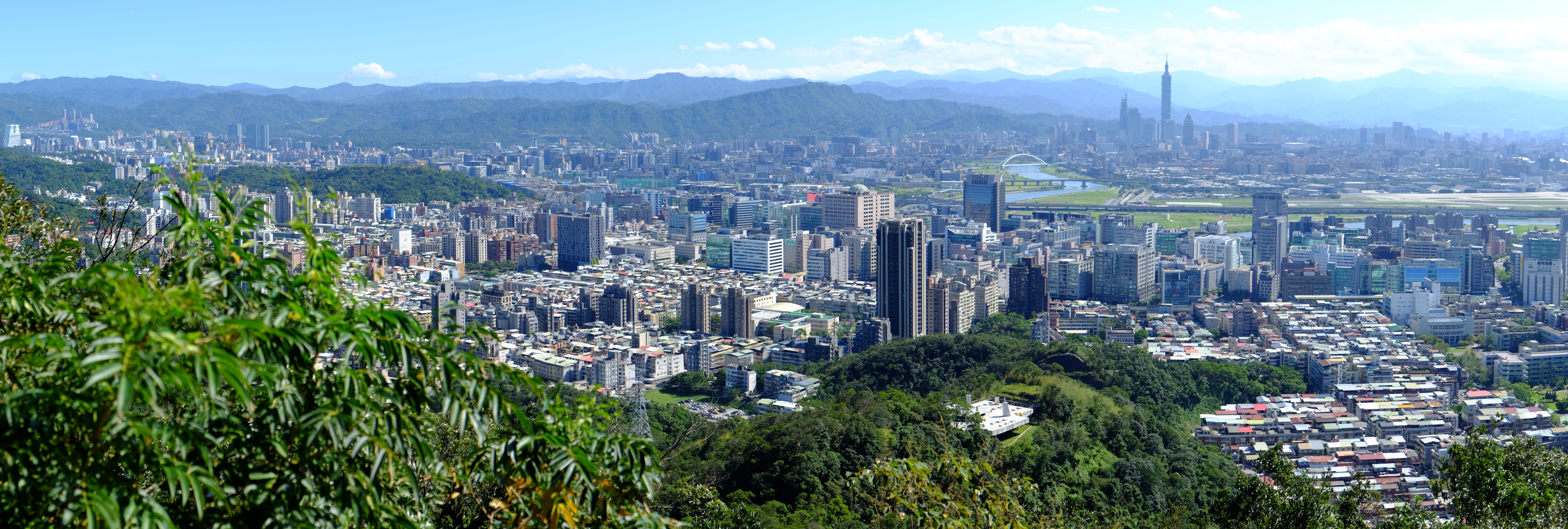
內湖採石場眺望台北市區

內湖清代採石場位於金面山一帶， 乃二千多萬年以前所形成的『木山層』， 由石英砂岩所組成，在陽光照射時會發出閃閃動人的光彩， 故稱『金面山』。  此處含石英結晶的砂岩，一般用來蓋房子、修步道或為玻璃原料， 而臺北城牆「灰黑色的石英砂岩」的基石，即採自大金面山一帶。   此處所產北勢湖石的礦物組成， 石英83.0%， 長石4.0%，岩屑8.0%， 膠結物占5.0%。

## 外部連結
- 文化部文化資產局《內湖清代採石場》 （页面存档备份，存于）
- 文化部文化資產局《臺北府城—東門、南門、小南門、北門》（页面存档备份，存于）
- 中央研究院人社中心地理資訊《內湖清代採石場》 （页面存档备份，存于）
- 內湖區公所《金面山縱走步道》
- 臺北市政府工務局大地工程處《金面山親山步道》

25°05′36″N 121°34′14″E / 25.09333°N 121.57056°E